# Frances Oldham Kelsey

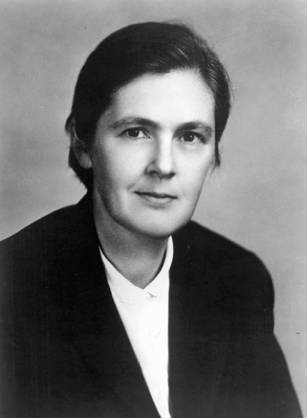
Frances Oldham Kelsey

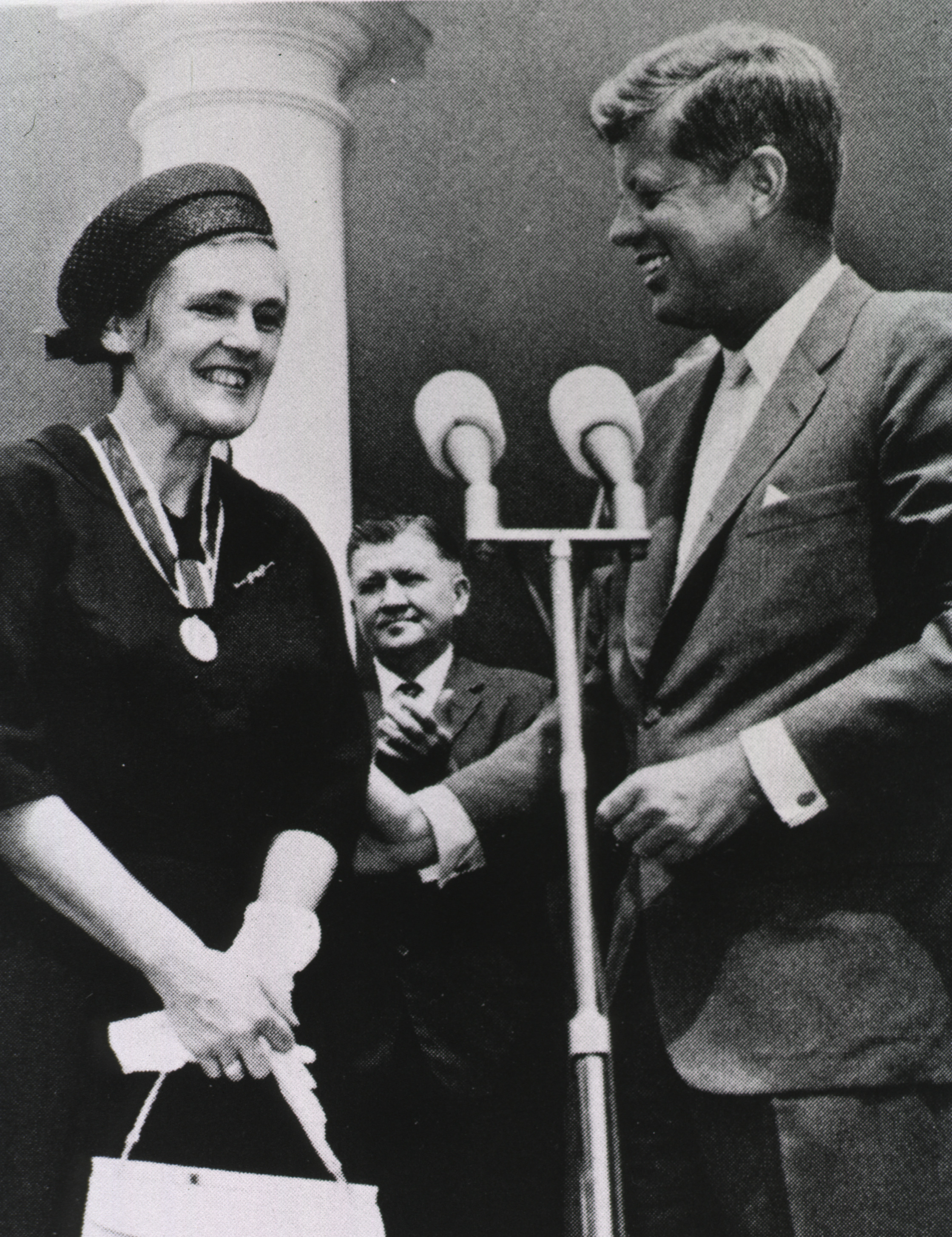
Frances Oldham Kelsey wird durch John F. Kennedy für ihr Engagement gegen Thalidomid geehrt, 1962

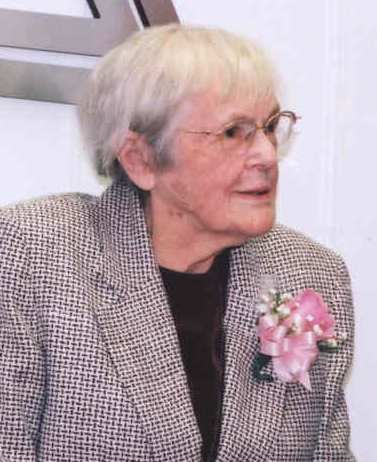
Frances Oldham Kelsey im Alter von 87 Jahren anlässlich ihrer Aufnahme in die National Women’s Hall of Fame

Frances Kathleen Oldham Kelsey CM (* 24. Juli 1914 in Cobble Hill auf Vancouver Island, British Columbia; † 7. August 2015 in London, Ontario) war eine kanadisch-US-amerikanische Pharmakologin. Sie ist bekannt geworden, weil sie als Mitarbeiterin der US-amerikanischen Food and Drug Administration verhinderte, dass die Substanz Thalidomid auf dem US-amerikanischen Markt zugelassen wurde. Thalidomid verursacht Schädigungen an Embryonen und ist im deutschsprachigen Raum in Zusammenhang mit dem Contergan-Skandal bekannt geworden.

## Leben
Frances Oldham Kelsey wurde auf Vancouver Island, Kanada, geboren und studierte Pharmakologie an der McGill University. Sie schloss dieses Studium 1935 ab und ging anschließend für ein Promotionsstudium an die University of Chicago. Auch nach ihrer Promotion arbeitete sie zunächst bis 1954 an der University of Chicago weiter. Von 1954 bis 1957 lehrte sie an der University of South Dakota. Sie war mittlerweile seit 1943 mit Fremont Ellis Kelsey verheiratet und hatte zwei Töchter. In den 50er Jahren erhielt sie zusätzlich zur kanadischen die US-amerikanische Staatsangehörigkeit.
Ab 1960 arbeitete Kelsey für die Food and Drug Administration in Washington, D.C. Sie hatte vor allem neue Medikamente und Substanzen für den Markt zuzulassen. Eine der ersten Substanzen, die sie überprüfen musste, war Thalidomid. Obwohl es bereits in 20 europäischen und afrikanischen Ländern zugelassen war, verweigerte sie die Anerkennung für die Substanz. Sie verließ sich nicht auf die Angaben der Firma Richardson-Merrell, die keine Testergebnisse beinhalteten. Stattdessen wurden nur generelle Aussagen Grünenthals und des Marketing-Departments von Richardson-Merrell angegeben, und Geschäftsleute und Politiker übten Druck auf Kelsey aus. Sie forderte Richardson-Merrell auf, Tests durchzuführen und die Ergebnisse mitzuteilen. Die Firma weigerte sich und verlangte insgesamt sechs Mal, die Zulassung zu gestatten, was jedes Mal abschlägig beschieden wurde. Im Jahre 1962 zog Richardson-Merrell dann den Antrag auf Zulassung zurück. Kelseys Bedenken gegenüber der Substanz wurden bestätigt, als klar wurde, dass die Schädigungen neugeborener Kinder in Europa auf Thalidomid-Einnahme in der Schwangerschaft zurückzuführen waren.
Frances Oldham Kelsey ist für ihre Leistung mehrfach ausgezeichnet worden. Unter anderem erhielt sie 1962 von Präsident Kennedy für die Verhinderung der Zulassung von Thalidomid den President’s Distinguished Federal Civilian Service Award, die höchste Auszeichnung für zivile Regierungsangestellte in den USA.
Der Asteroid (6260) Kelsey wurde nach ihr benannt.

## Weiterführende Literatur
- Jackie Barber: Center ceremony honors 107 individuals, 47 groups: Spring event inaugurates Frances Kelsey Drug Safety Award. In: News Along the Pike. FDA/Center for Drug Evaluation and Research, 10. November 2005 (Online [PDF; 178 kB; abgerufen am 20. November 2022]).
- Linda Bren: Frances Oldham Kelsey: FDA Medical Reviewer Leaves Her Mark on History. In: FDA Consumer. April 2001 (Online).
- Dr. Frances Kathleen Oldham Kelsey. National Library of Medicine, abgerufen am 30. April 2006.
- Frances Kelsey . In: Canada Heirloom Series. Heirloom Publishing Inc, 1986, abgerufen am 30. April 2006.
- Karen Geraghty: Profile of a Role Model - Frances Oldham Kelsey, MD, PhD. In: Virtual Mentor - American Medical Association Journal of Ethics. Band 7, Nr. 7, Juli 2001 (Online).
- John F. Kennedy: Remarks Upon Presenting the President's Awards for Distinguished Federal Civilian Service. 1962, abgerufen am 1. Mai 2006.
- Morton Mintz: „Heroine“ of FDA Keeps Bad Drug Off of Market. The Washington Post, 15. Juli 1962, S. Front Page.
- Maureen Rouhi: Top Pharmaceuticals: Thalidomide. In: Chemical & Engineering News. Band 83, Nr. 25. American Chemical Society, 20. Juni 2005 (Online).
- Joanne Cavanaugh Simpson: Pregnant Pause. In: Johns Hopkins Magazine. Band 53, Nr. 4, September 2001 (Online).
- Rachel Speige: Research in the News: Thalidomide. Archiviert vom Original am 3. April 2013; abgerufen am 30. April 2006.
- The Story Of The Laws Behind The Labels. In: FDA Consumer. Juni 1981 (Online).
- Women of the Hall - Frances Kathleen Oldham Kelsey, Ph.D., M.D. National Women’s Hall of Fame, 2000, abgerufen am 1. Mai 2006.